# Contrapulsación externa
La contrapulsación externa es un procedimiento no invasivo, de bajo riesgo y de bajo costo que puede reducir o eliminar la obstrucción de las arterias coronarias y sus complicaciones asociadas. Por esto se recomienda especialmente en pacientes con enfermedad cardiovascular detectada para disminuir sus síntomas y mejorar su calidad de vida.
En diversos estudios científicos, se ha demostrado que la ECP alivia la angina, mejora la tolerancia a la actividad física y disminuye el grado de isquemia y enfermedad cardíaca según pruebas de esfuerzo. Además, fomenta el crecimiento de vasos accesorios o colaterales, creando nuevas vías alrededor de las arterias bloqueadas, incrementando así el flujo de sangre oxigenada hacia el músculo cardíaco isquémico. La ECP es una técnica, desarrollada a través de un tratamiento que se extiende en promedio en unas 35 sesiones con un equipo diseñado inicialmente por el MIT y la Universidad de Harvard para prevenir y corregir las enfermedades cardiovasculares.

## Historia
En los años 1950 Kantrowitz describió el principio del cambio de fase en la diástole. Luego Soroff y Cols. relacionaron este principio con la diferencia de consumo de oxígeno entre el trabajo del flujo y de la presión por el corazón. Estos hallazgos llevaron eventualmente al concepto de una contrapulsación mecánicamente asistida para proveer ayuda a pacientes con síntomas de bajo gasto cardíaco. Con base en esto, se desarrollaron unas primeras técnicas de contrapulsación por Harken y Asociados en la Universidad de Harvard. 
Más adelante, en los años 60, estudios de laboratorio con animales demostraron la eficacia potencial de utilizar la contrapulsación como tratamiento para la oclusión coronaria. Jacobey y Asociados proveyeron la primera evidencia de que la contrapulsación rápidamente podía mejorar el desarrollo de la circulación colateral, sugiriendo además posibles aplicaciones clínicas de la contrapulsación como tratamiento para pacientes con insuficiencia coronaria y angina. Fue en esta misma época en Harvard, cuando Birtwell y Clauss produjeron la contrapulsación introduciendo un catéter con un balón en la aorta ascendente por la vía de la arteria femoral (balón de contrapulsación aórtica). Con el desarrollo de equipos primitivos para contrapulsación desarrollados en esta época, muchos estudios demostraron el potencial de esta aproximación para incrementar el potencial de vida de los pacientes con infartos del miocardio y shock cardiogénico así como el alivio de la angina de pecho. Terminando esta década, los científicos del Instituto Nacional de Salud de Estados Unidos trabajaron en descubrir maneras más efectivas de empujar la sangre desde las extremidades inferiores hasta el pecho en sincronía con el latido cardíaco.
Ya entrados los años 70, se publicaron estudios destacados en esta materia por Amsterdam y Asociados, Messer y Asociados, Banas y Asociados, Mueller y Asociados, Birtwell y Asociados, Parmley y Asociados, Harken y Asociados, Rosensweig y Asociados, entre muchos otros. 
Con todos estos estudios y los avances en tecnología de la época, se crearon empresas dedicadas al estudio de la contrapulsación externa para la fabricación de equipos para desarrollarla. 
Esta tendencia continuó en ascenso durante los años 80 en los cuales se recibió la primera aprobación de la FDA para la comercialización y utilización de los sistemas de contrapulsación externa.
Aunque la 'contrapulsación externa' está en uso generalizado desde 1980, aún se están realizando estudios científicos para continuar comprobando las causas y los mecanismos que operan en su efectividad. Una de las teorías más fuertes es que la contrapulsación externa incrementa el flujo sanguíneo lo cual resulta en una producción en cascada de factores de crecimiento como la angiogénesis.
En 1996 el tratamiento de la contrapulsación externa recibió aprobación de la FDA (Food and Drugs Administration) y en 1999 el sistema Medicare Insurance de ese país, incluyó el pago por este tratamiento para sus afiliados. Centros Médicos de liderazgo mundial como: The Mayo Clinic, The Cleveland Clinic, Johns Hopkins Medical center, Texas Heart Institute, JKF Medical Center, BIMC New York city, University of California (San Diego), de ese mismo país cuentan con su centro de contrapulsación externa (ECP o EECP por sus siglas en inglés). 
Se estima que en el año 2006 había un promedio de 2000 sistemas de contrapulsación externa instalados en el mundo, unos 700 de ellos en Estados Unidos solamente.

## Indicaciones
En general cualquier persona con angina de pecho o con enfermedad cardiovascular. Se recomienda en particular para:
- Personas con angina que no cede con el medicamento.
- Personas que no desean o no son candidatos a someterse a los tratamientos tradicionales (cirugía de bypass coronario, angioplastia, stent).
- Personas que ya se han sometido a estos procedimientos pero continúan con los síntomas.
- Personas con altas dosis de medicamentos que desean disminuir o eliminar el uso de fármacos.
- Personas cuya calidad de vida se ha visto afectada por la enfermedad cardiovascular.

La contrapulsación externa está generalmente indicada como un "último recurso" cuando otros tratamientos para la cardiomiopatía isquémica, como la cirugía de puentes coronarios, el cateterismo y el stent, no son viables. Este puesto de "último recurso" no está causado por evidencia basada en las bondades de esta alternativa, sino por intereses de terceros que promueven más los tratamientos tradicionales.
Los mejores resultados pueden percibirse en individuos que padecen enfermedad coronaria que incluye por lo menos un vaso con por lo menos un 70% de obstrucción. Adicionalmente, el individuo puede tener evidencia de un infarto previo o una isquemia significativa demostrada por pruebas de esfuerzo, ecocardiografía u otras pruebas.
Los pacientes con una falla cardíaca avanzada de etiología isquémica pueden recibir grandes beneficios de la Contrapulsación externa. Para lo cual se hacen estudios como el la prueba PEECH que se está llevando a cabo en varios centros de salud.
Finalmente evidencias como las encontradas en el estudio COURAGE, han demostrado que el uso de stents puede ser tan efectivo como el manejo farmacológico solo, lo que puede llevar a que más médicos y pacientes exploren la posibilidad de la Contrapulsación Externa antes de acudir a un procedimiento invasivo.

## Mecanismo de acción
En cada sesión de tratamiento, el paciente se acuesta cómodamente en una camilla y se le colocan alrededor de los miembros inferiores, la parte baja del abdomen y los glúteos, unas bandas neumáticas inflables o cojinetes, los cuales, sincronizados con el ritmo cardíaco del paciente se inflan en el inicio de la diástole y se desinflan rápidamente al inicio de la sístole. El inflado se produce de abajo hacia arriba para lograr un mejor resultado. El inflado se controla por un monitor de presión para lograr alrededor de unos 300 mmHg, según la calibración con la que cuente el equipo. 
Para controlar esta sincronización con el ritmo cardíaco, el paciente está conectado a una consola de monitores de telemetría que dan información del pulso cardíaco, ritmo, y otras mediciones como oxígeno en sangre (según el modelo de equipo utilizado). 
Cuando esta alternancia está adecuadamente sincronizada, durante cada sesión se disminuye la sobrecarga que el corazón debe bombear y se incrementa la precarga que llena el corazón de sangre, ayudando así al corazón a realizar su trabajo de manera más óptima. Así las cosas, la contrapulsación externa tiene un mecanismo similar al del balón de contrapulsación aórtica puesto que incrementa la presión en la aorta mientras el corazón se relaja (en la diástole), e incrementa el flujo de sangre a las arterias coronarias, lo que también ocurre en esa fase.

## Régimen del tratamiento
Mientras que el número de sesiones de tratamiento de contrapulsación externa varían ampliamente, un régimen bastante utilizado es el de 35 sesiones de una hora cada uno popularizado en Estados Unidos. Se realiza una sesión diariamente durante 5 o 6 días a la semana por 5 o 6 semanas. El régimen de cinco días a la semana por siete semanas se utiliza porque haber sido el utilizado en el estudio de prueba MUST-ECP.  No obstante lo anterior, no hay una guía universal en la frecuencia y la cantidad de las sesiones ya que cada individuo muestra un beneficio diferente y algunos podrían requerir de más sesiones.
Algunos centros están probando con sesiones de mantenimiento de la Contrapulsación Externa en la que una vez terminadas las 35 sesiones, se continúa 1-2 días a la semana como dosis de mantenimiento. Esto ha demostrado ser muy exitoso para mantener los beneficios del tratamiento, especialmente en pacientes con los síntomas más severos de la enfermedad cardiovascular. 

## Beneficios
Estudios han demostrado que la contrapulsación externa es un tratamiento seguro y efectivo para el tratamiento de la angina crónica, la frecuencia y la intensidad del dolor se reducen, muchos pacientes disminuyen sus medicamentos (usualmente nitroglicerina), mejoran su calidad de vida y pueden hacer ejercicio durante periodos de tiempo más largos sin experimentar dolor en el pecho. Los beneficios estudiados han sido iguales en hombre y en mujeres.
En resumen se destacan los siguientes beneficios:
- No es un procedimiento invasivo (no hay inyecciones, ni cortes, ni bisturís).
- Alivia el dolor de la angina de pecho.
- Incrementa el flujo colateral y mejora el funcionamiento cardíaco.
- Mejora la capacidad para ejercitarse.
- Reduce los medicamentos para la enfermedad coronaria.
- En general, mejora la calidad de vida del paciente.
- Disminuye la presión o fuerza contra la que el corazón debe bombear la sangre.
- Incrementa la tasa de retorno de la sangre al corazón.
- Aumenta la presión de la sangre cuando el corazón está en descanso.
- Mejora el balance entre la cantidad de oxígeno que el corazón necesita y la que obtiene.
- Capacidad de volver a hacer actividades que la persona disfrutaba y no podía hacer debido a sus síntomas.

## Consideraciones fisiológicas y químicas
Como se mencionó anteriormente, el desinflado de las bandas neumáticas al inicio de la sístole, disminuye la sobrecarga que el corazón tiene que bombear. Por esta razón las demandas de oxígeno del miocardio (la cantidad de oxígeno que requiere el corazón para funcionar apropiadamente) disminuirá durante una sesión de contrapulsación externa. 
El inflado de las bandas neumáticas durante la diástole (cuando la válvula aorta se cierra), incrementa el flujo de sangre al miocardio (el músculo del corazón). Esto ocurre porque a diferencia de los demás tejidos del cuerpo, el miocardio recibe la mayor cantidad de su sangre durante la diástole. Ese incremento en el flujo durante la diástole causado por la contrapulsación externa, promueve la formación o creación de nuevas arterias colaterales.
Se cree que estas nuevas arterias colaterales producen el mayor beneficio sostenido que la contrapulsación externa provee a las personas luego de terminar sus sesiones de tratamiento. 
Adicional a lo mencionado, el paso acelerado de la sangre por el endotelio (membrana que recubre el interior de las arterias) ayuda a promover la liberación el óxido nítrico (NO), el cual según estudios científicos, es muy usado como mediador biológico en tratamientos cardiovasculares, por su efecto dilatador y relajante muscular, además de tener una función determinante en la angiogénesis. Así también, se liberan sustancias antiinflamatorias y hormonas que estimulan la formación de nuevas arterias. 
Efectos hemodinámicos. Los efectos hemodinámicos más agudos de la contrapulsación externa son transitorios y ocurren durante las sesiones de tratamiento. Estos efectos también se relacionan con el número de bandas neumáticas que se colocan en cada pierna. Se ha demostrado que si solo se utilizan dos de estas bandas o cojinetes (en talón y pierna inferior), el flujo se incrementa en 19 % con respecto a la línea de base; pero si además se colocan en la parte más alta cercana a la cintura, se incrementa el flujo en un 26 % con respecto a la línea de base. El Sibia Medical Centre, en Ludhiana (India) utiliza además bandas en los brazos y han descubierto así más efectividad que únicamente en las piernas. 
La contrapulsación externa incrementa la salida del flujo sanguíneo mediante una combinación de incremento en la precarga y descenso en la poscarga durante la sesión de tratamiento. El inflado de las bandas neumáticas durante la diástole, comprime además el sistema venoso de las piernas, causando un incremento en el retorno venoso al corazón e incrementando así la precarga ventricular. Este incremento del llenado del ventrículo izquierdo aumenta la salida de sangre del corazón; mientras que el desinflado de las bandas neumáticas durante la sístole, disminuye la postcarga (la presión del ventrículo izquierdo cede para expulsar la sangre), incrementando así la salida de la sangre del corazón.
Hay efectos hemodinámicos de largo plazo en la contrapulsación externa, que se presume tengan relación con el descenso de la carga isquémica que se nota en los pacientes al terminar las sesiones de contrapulsación externa.

## Contraindicaciones
Al igual que con el balón de contrapulsación aórtica, las contraindicaciones de la contrapulsación externa incluyen enfermedad vascular severa, o una insuficiencia aórtica severa. 
Otras contraindicaciones incluyen:
- Embarazo.
- Flebitis.
- Trombosis venosa profunda.
- Enfermedad severa de las válvulas.
- Úlceras en las extremidades inferiores.
- Falla cardíaca severa.
- Arritmias severas.
- Hipertensión arterial no controlada.
- Enfermedad de arterias periféricas o desórdenes vasculares periféricos.
- Tendencia a sangrar en exceso.
- Pacientes con marcapasos o anticoagulados.
- Coagulopatías.

## Riesgos y efectos secundarios
La mayoría de las personas que toman el tratamiento de contrapulsación externa, toleran la terapia sin mayor problema o incomodidad. Los efectos colaterales más comunes son: sensación térmica de calor, ligero dolor de cabeza, algo de mareo, fatiga o dolor muscular. Unas pocas personas experimentan consecuencias de la presión de las bandas neumáticas como irritación de la piel o moretones en las piernas causados por el inflado de los mismos. 